# Marco Antonio Navas González
Marco Navas és un exfutbolista andalús, que ocupava la posició de migcampista. Va nàixer a Los Palacios el 21 de setembre de 1982. És germà del també futbolista Jesús Navas.

## Carrera esportiva
Format al planter del Sevilla FC, debuta amb el primer equip jugant tres partits de primera divisió a la temporada 03/04. La temporada 05/06 és cedit al Polideportivo Ejido, de Segona Divisió, on juga 30 partits i marca un gol.
Sense lloc al Sevilla, el 2006 fitxa pel Xerez CD. Hi juga dos discretes temporades a l'equip xeresista, sent de nou cedit la temporada 08/09, ara a l'Albacete Balompié. L'estiu del 2009 marxa al CD Guadalajara, de la Segona Divisió B.